# Mimoběžka
Dvě různé přímky {\displaystyle p,q} neležící v jedné rovině, označujeme jako mimoběžné přímky (mimoběžky).

## Vlastnosti
Nemají společné body a nejsou rovnoběžné.
Každá přímka protínající dvě mimoběžky se nazývá příčka mimoběžek. Příčku kolmou na obě mimoběžky označujeme jako osu mimoběžek. Za vzdálenost mimoběžek je označována délka úsečky s krajními body v průsečících osy mimoběžek s oběma mimoběžkami. Nemá svůj vlastní znak.